# Osowa (województwo łódzkie)
Osowa – wieś w Polsce, położona w województwie łódzkim, w powiecie wieruszowskim, w gminie Galewice.
| SIMC    | Nazwa         | Rodzaj    |
| ------- | ------------- | --------- |
| 0197557 | Osowa-Kolonia | część wsi |

W latach 1975–1998 wieś położona była w województwie kaliskim.
W 2004 roku w Osowej mieszkało 328 osób.
Pierwsza wiadomość o wsi Ossów pochodzi z 1389 roku. Jaram de Oszowa – starosta wieluński był rycerzem Księcia Władysława Opolczyka.